# Шапка
Шапката е част от облеклото на човека и се носи на главата. Тя идва в най-разнообразни цветове, размери и кройки. Хората носят шапки по различни причини – за защита от студ, слънце, за съблюдаване на религиозни обичаи, в качеството на моден атрибут или като част от униформа (най-вече при военните).
В миналото шапките са почти задължителна част от облеклото и служат за индикатор за социалния статут. Съществуват дамски, мъжки и детски шапки, както и декоративни.
Материалите, от които се изработват, са най-разнообразни, като най-често срещаните са текстил, кожа и слама.
Размерите на шапките се определят чрез измерване на обиколката на главата около 1,3 cm над ушите, делена на π. Някои производители използват сантиметри, а други инчове. Някои шапки, като например бейзболната, имат променлив размер и могат да се нагласят по главата. При твърдите шапки това е много по-трудно.
| Снимка | Име             | Обяснение |
| ------ | --------------- | --- |
|        | сламена шапка   | Сламена шапка е шапка, изработена от преплетени сламени пръчици. Основното ѝ предназначение е да предпазва от слънцето. |
|        | сомбреро        | Сомбреро е традиционна мексиканска шапка с голяма периферия. Идва от думата sombra на испански, което означава сянка. |
|        | тюрбан/чалма    | Тюрбан е вид шапка, носена традиционно от мюсюлманите и състояща се от дълго парче плат или шал, увито около главата. Като синоним се използва чалма. |
|        | бомбе           | Бомбе е твърда мъжка шапка, която е заоблена с форма на полусфера отгоре. Чарли Чаплин носи бомбе в много от филмите си. |
|        | каубойска шапка | Каубойска шапка е вид шапка, характерна за каубоите в САЩ, Канада и Мексико. Тя е най-често кожена, сламена или от филц, с широка периферия, повдигната нагоре от двете страни. |
|        | цилиндър        | Цилиндър е висока твърда шапка, равна отгоре, която се е носела предимно в края на 19. и началото на 20. век в комбинация с фрак |
|        | барета          | Барета е вид шапка, която се носи предимно от военните и хората на изкуството |
|        | фес             | Фес е мъжка шапка, която има форма на пресечен конус с червен цвят, а на горната ѝ част има черен пискюл |
|        | ушанка          | Ушанката е вид зимна мека шапка с наушници, направена от кожа с козина. Именно от наличието на „уши“ идва наименованието ѝ. Това е типично руска шапка, разпространена по цяла Русия.                                                                                              |
|        | боне            | Бонето е дамска или бебешка шапка без периферия. Днес рядко се носи, най-вече от бебета. От двете страни на шапката падат обикновено 2 връзки, които се връзват под брадичката. Бонето е особено популярно сред жените на Запад през 19. век. Носена е и от мъже като нощна шапка. |
|        | каскет          | Каскет е вид мека мъжка шапка с твърда козирка, подобен на баретата, но горната му част се изработва от 8 еднакви триъгълни парчета плат, които се съединяват в средата с кръгло копче, облечено в същия плат                                                                      |
|        | клоше           | Клоше е мека камбановидна женска шапка с малка периферия, много популярна през 1920-те. Създена е от френската манекенка Каролин Ребу. Макар в осъвременен вид, модата на клошето се завръща през първото десетилетие на 21. век.                                                  |
|        | бейзболна шапка | Бейзболна шапкае вид мека шапка с дълга твърда козирка, която се използва най-вече в спорта бейзбол, но е много популярна и в ежедневието. Може да се носи с козирката отпред или отзад.                                                                                           |
|        | тюбетейка       | Тюбетейка е кръгла или квадратна, островърха или плоска шапка, характерна за страните от Централна Азия, като Узбекистан, Казахстан, Киргизия, Туркменистан, Башкирия и Татарстан                                                                                                  |
|        | будьоновка      | Будьоновка е островърха униформена шапка на Червената армия, тип богатирски шлем |
|        | пилотка         | Пилотка е униформена шапка тип кепе, носена в Съветската армия, Вермахта и армиите на САЩ и Великобритания |
|        | идиотка         | Идиотка е вид шапка с широка периферия от всички страни, насочена надолу |
|        | балаклава       | Балаклавата е вид шапка, която може да се носи по няколко начина, както и да покрие цялото лице без очите и устата |